# Bisbat de Hearst-Moosonee
El bisbat de Hearst-Moosonee (anglès:  Roman Catholic Diocese of Hearst–Moonosee; llatí: Dioecesis Hearstensis-Musonitana) és una seu de l'Església catòlica a Canadà, sufragània de l'arquebisbat d'Ottawa, que pertany a la regió eclesiàstica Ontario. Actualment està regida pel bisbe Robert Ovide Bourgon.

## Territori
La diòcesi es troba a la part centre-septentrional de la província d'Ontario, al Canadà.
La seu episcopal és la ciutat de Hearst, on es troba la catedral de l'Assumpció de Maria. A Moosonee es troba la catedral de Crist Rei.
Abans de la unificació de les dues diòcesis
- Hearst s'estenia sobre 108.830 km² i estava dividida en 18 parròquies;
- Moosonee s'estenia sobre 900.000 km² i estava dividida en 12 parròquies.

## Història

### Bisbat de Hearst
La prefectura apostòlica de l'Ontario Septentrional va ser erigida pel papa Benet XV el 18 d'abril de 1919, obtenint el seu territori des de la diòcesi d'Haileybury (avui bisbat de Timmins).
El 27 de novembre de 1920, la prefectura apostòlica va ser elevada a vicariat apostòlic amb el breu bisbat de Timmins).del propi Papa Benet XV.
El 3 de desembre de 1938, el vicariat apostòlic va cedir una part del seu territori per a l'establiment del vicariat apostòlic de James Bay (més tard la diòcesi de Moosonee). El mateix dia, en virtut de la butlla Maxime interest, el vicariat apostòlic va incorporar una part del territori ja pertanyent a la diòcesi d'Haileybury i va ser elevada a diòcesi, prenent el nom de "diòcesi d'Hearst".

### Bisbat de Moosonee
El vicariat apostòlic de James Bay va ser erigit el 3 de desembre de 1938 amb la butlla Adsiduo perducti del Papa Pius XI, amb territori desmembrat de la diòcesi de Haileybury (avui bisbat de Timmins) i el vicariat apostòlic de l'Ontario Septentrional (des d'ara diòcesi Hearst). Va ser originalment sufragània de l'arxidiòcesi d'Ottawa.
El 13 de juliol de 1967 el vicariat apostòlic va ser elevat a diòcesi en virtut de la butlla Adsiduo perducti del papa Pau VI i assumí el nom de «bisbat de Moosonee»; contextualment passà a formar part de la província eclesiàstica de l'arquebisbat de Keewatin-Le Pas.
El 31 de maig de 2007 cedí la porció del seu territori que es trobava al Québec al bisbat d'Amos.
El 25 de gener de 2016 la diòcesi passà de la jurisdicció de la congregació per a l'evangelització dels pobles a la jurisdicció de la congregació per als bisbes.

### Les seus unides
Des de 2007 fins a 2016 les diòcesis d'Hearst i Moosonee es van unir in persona episcopi. Del 2016 al 2018 la diòcesi de Moosonee va ser governada pel bisbe d'Hearst com a administrador apostòlic.
El 3 de desembre de 2018, el Papa Francesc va establir la unió de les diòcesis d'Hearst i Moosonee amb el nom actual.

## Cronologia episcopal

### Bisbes de Hearst
- Joseph-Jean-Baptiste Hallé † (18 d'abril de 1918 - 3 de desembre de 1938 renuncià)
- Joseph Charbonneau † (20 de juny de 1939 - 21 de maig de 1940 nomenat bisbe coadjutor de Mont-real)
- Albini LeBlanc † (14 de desembre de 1940 - 22 de desembre de 1945 nomenat bisbe de Gaspé)
- Georges-Léon Landry † (22 de febrer de 1946 - 14 de gener de 1952 renuncià)
- Louis Lévesque † (9 de juny de 1952 - 13 d'abril de 1964 nomenat bisbe coadjutor de Rimouski)
- Jacques Landriault † (27 de maig de 1964 - 24 de març de 1971 nomenat bisbe de Timmins)
- Roger-Alfred Despatie † (8 de febrer de 1973 - 13 d'abril de 1993 renuncià)
- Pierre Fisette, P.M.E. † (27 de desembre de 1993 - 21 de desembre de 1995 mort)
- André Vallée, P.M.E. † (19 d'agost de 1996 - 3 de novembre de 2005 jubilat)
- Vincent Cadieux, O.M.I. (25 de juliol de 2007 - 2 de febrer de 2016 jubilat)
- Robert Bourgon (2 de febrer de 2016 - 3 de desembre de 2018 nomenat bisbe de Hearst-Moosonee)

### Bisbes de Moosonee
- Joseph Marie Henri Belleau, O.M.I. † (11 de desembre de 1939 - 21 d'abril de 1964 renuncià)
- Jules Leguerrier, O.M.I. † (21 d'abril de 1964 - 29 de març de 1991 jubilat)
- Vincent Cadieux, O.M.I. (26 de novembre de 1991 - 2 de febrer de 2016 jubilat)
  - Robert Bourgon (2 de febrer de 2016 - 3 de desembre de 2018 nomenat bisbe de Hearst-Moosonee) (administrador apostòlic)

### Bisbes de Hearst-Moosonee
- Robert Ovide Bourgon, des del 3 de desembre de 2018

## Estadístiques

### Estadístiques del bisbat de Hearst
A finals del 2016, la diòcesi tenia 23.327 batejats sobre una població de 28.435 persones, equivalent al 82,0% del total.
| any  | població | població | població | sacerdots | sacerdots       | sacerdots       | sacerdots             | diaques | religiosos | religiosos | parroquies |
| ---- | -------- | -------- | -------- | --------- | --------------- | --------------- | --------------------- | ------- | ---------- | ---------- | ---------- |
| any  | batejats | total    | %        | total     | clergat secular | clergat regular | batejats por sacerdot | diaques | homes      | dones      |            |
| 1950 | 15.800   | 24.490   | 64,5     | 39        | 29              | 10              | 405                   |         | 10         | 72         | 27         |
| 1966 | 33.775   | 51.360   | 65,8     | 49        | 40              | 9               | 689                   |         | 5          | 112        | 33         |
| 1970 | 31.914   | 48.953   | 65,2     | 50        | 37              | 13              | 638                   |         | 19         | 89         | 31         |
| 1976 | 34.080   | 49.515   | 68,8     | 38        | 29              | 9               | 896                   |         | 13         | 78         | 32         |
| 1980 | 34.348   | 50.718   | 67,7     | 34        | 26              | 8               | 1.010                 |         | 12         | 62         | 30         |
| 1990 | 32.288   | 50.341   | 64,1     | 29        | 29              |                 | 1.113                 | 3       |            | 33         | 30         |
| 1999 | 30.383   | 39.468   | 77,0     | 24        | 23              | 1               | 1.265                 | 1       | 1          | 14         | 29         |
| 2000 | 29.243   | 38.328   | 76,3     | 25        | 24              | 1               | 1.169                 | 3       | 1          | 15         | 29         |
| 2001 | 28.615   | 37.700   | 75,9     | 23        | 22              | 1               | 1.244                 | 4       | 1          | 13         | 28         |
| 2002 | 29.643   | 38.728   | 76,5     | 25        | 24              | 1               | 1.185                 | 4       | 1          | 10         | 29         |
| 2003 | 30.499   | 39.584   | 77,0     | 24        | 24              |                 | 1.270                 | 4       |            | 10         | 29         |
| 2004 | 29.563   | 38.336   | 77,1     | 25        | 25              |                 | 1.182                 | 4       |            | 9          | 27         |
| 2006 | 27.908   | 36.681   | 76,1     | 22        | 22              |                 | 1.268                 | 2       |            | 7          | 22         |
| 2013 | 26.500   | 33.300   | 79,6     | 18        | 18              |                 | 1.472                 | 2       |            | 1          | 18         |
| 2016 | 23.327   | 28.435   | 82,0     | 16        | 15              | 1               | 1.457                 | 1       | 1          | 3          | 18         |

### Estadístiques del bisbat de Moosonee
A finals del 2016, la diòcesi tenia 7.450 batejats sobre una població de 34.900 persones, equivalent al 21,3% del total.
| any  | població | població | població | sacerdots | sacerdots       | sacerdots       | sacerdots             | diaques | religiosos | religiosos | parroquies |
| ---- | -------- | -------- | -------- | --------- | --------------- | --------------- | --------------------- | ------- | ---------- | ---------- | ---------- |
| any  | batejats | total    | %        | total     | clergat secular | clergat regular | batejats por sacerdot | diaques | homes      | dones      |            |
| 1949 | 1.570    | 6.200    | 25,3     | 19        |                 | 19              | 82                    |         | 45         | 24         |            |
| 1966 | 2.782    | 12.456   | 22,3     | 21        |                 | 21              | 132                   |         | 28         | 14         | 14         |
| 1968 | 2.582    | 13.065   | 19,8     | 18        |                 | 18              | 143                   |         | 41         | 34         |            |
| 1976 | 3.500    | 20.000   | 17,5     | 15        | 2               | 13              | 233                   |         | 36         | 26         | 15         |
| 1980 | 4.000    | 20.200   | 19,8     | 16        | 3               | 13              | 250                   | 1       | 31         | 20         | 15         |
| 1990 | 4.100    | 20.400   | 20,1     | 12        | 2               | 10              | 341                   | 1       | 14         | 11         | 15         |
| 1999 | 5.330    | 19.990   | 26,7     | 6         | 1               | 5               | 888                   | 1       | 8          | 9          | 18         |
| 2000 | 5.455    | 19.998   | 27,3     | 6         | 1               | 5               | 909                   |         | 8          | 9          | 17         |
| 2001 | 5.367    | 20.155   | 26,6     | 5         | 1               | 4               | 1.073                 |         | 7          | 6          | 18         |
| 2002 | 5.710    | 21.121   | 27,0     | 4         | 1               | 3               | 1.427                 | 1       | 6          | 4          | 20         |
| 2003 | 6.000    | 22.100   | 27,1     | 4         | 1               | 3               | 1.500                 | 9       | 6          | 4          | 20         |
| 2004 | 6.100    | 22.200   | 27,5     | 4         | 1               | 3               | 1.525                 | 1       | 5          | 4          | 18         |
| 2013 | 7.200    | 33.800   | 21,3     | 3         |                 | 3               | 2.400                 | 1       | 5          |            | 12         |
| 2016 | 7.450    | 34.900   | 21,3     | 3         |                 | 3               | 2.483                 |         | 3          |            | 12         |

### Pel bisbat de Hearst
- Bisbat de Hearst a www.catholic-hierarchy.org (anglès)
- Breu Incumbentis Nobis, AAS 13 (1921), p. 186(llatí)
- Butlla Maxime interest, AAS 31 (1939), p. 90(llatí)

### Pel bisbat de Moosonee
- Bisbat de Moosonee a www.catholic-hierarchy.org (anglès)
- Bisbat de Moosonee a www.gcatholic.org
- Butlla Ad christiani populi, AAS 31 (1939), p. 96(llatí)
- Butlla Adsiduo perducti, AAS 59 (1967), pp. 1114-1116(llatí)